# Timiș 2
Трамвај Тимиш-2 је серија трамваја коју је изградио "Транспортна Компанија и Изградња Трамвајских Возила из Темишвара", потом Електрометал Темишвар (скраћени Елтим) између 1972. и 1990. године, прототип се реализује 1969. године. Ова серија трамваја је био један од најчешће коришћених скуп трамваја у Румунији. У почетку су били искључиво грађени за град Темишвар у Банату, али касније, од 1975. године, извезени су у друге градове у Румунији. 1981. године појављује се верзија уске ширине (1000мм). Различите промене су се појавиле на овом трамвају током година док је произведено, најважније је одржано 1982. Од 1984. године се такмичило са серијама В2А и В3А трамваја централних радионица у Букурешту (УРАК). Производња је заустављена 1990. године, након пада комунизма.